# Tacòmetre
|  | No s'ha de confondre amb Taquímetre (rellotge). |

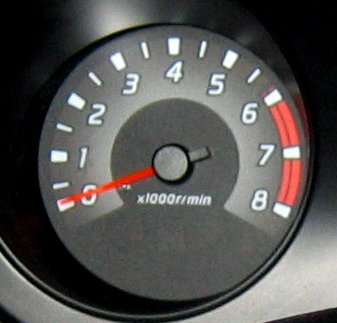
Tacòmetre

Un  tacòmetre  (Del grec, τάχος  taches  = velocitat i μέτρον  metron  = mesura) és un dispositiu per mesurar la velocitat de gir d'un eix, normalment la velocitat de gir del motor. Es mesura en revolucions per minut (RPM).

## Història
Els primers tacòmetres mecànics es van basar en la mesura de la força centrífuga. L'inventor se suposa que va ser l'enginyer alemany Diedrich Uhlhorn, qui el va utilitzar per mesurar la velocitat de les màquines en 1817. Des de 1840, es va utilitzar per mesurar la velocitat de les locomotores.

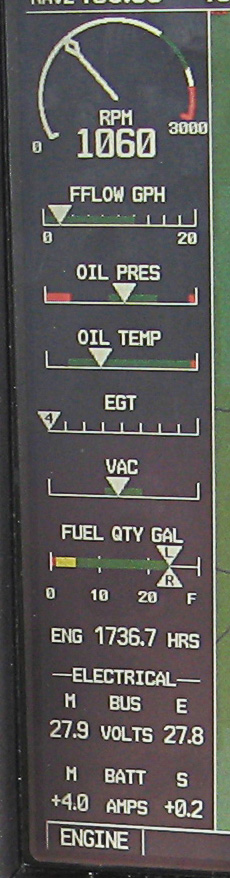
Tacòmetre G1000 de Cessna 172 (1.060 RPM) i hores del motor (1736,7 hores)

## En automòbils, camions, tractors i avions
Els taquímetres o els comptadors de revolucions dels cotxes, avions i altres vehicles mostren la velocitat de rotació del cigonyal del motor i normalment presenten marques que indiquen un rang de velocitat de rotació segur. Això pot ajudar el conductor a seleccionar la configuració adequada del regulador i de l'engranatge per a les condicions de conducció. L'ús prolongat a altes velocitats pot provocar una lubrificació inadequada, sobreescalfament (excedent la capacitat del sistema de refrigeració), superant la capacitat de velocitat de les sub-parts del motor (per exemple, les vàlvules retractilades de primavera) causant un desgast excessiu o dany permanent o motors. Això és més aplicable a les transmissions manuals que a les automàtiques. En els tacòmetres analògics, les velocitats per sobre de la velocitat de funcionament màxima segura normalment s'indiquen per una àrea del mesurador marcada en vermell, donant lloc a l'expressió de "redefinir" un motor, fins al límit màxim de seguretat. La zona vermella és superfluosa en la majoria dels cotxes moderns, ja que els seus motors solen tenir un limitador de revolució que limita electrònicament la velocitat del motor per evitar danys. Els motors dièsel amb sistemes d'injecció mecànica tradicionals disposen d'un governador integral que evita l'excés de velocitat del motor, de manera que els tacòmetres de vehicles i maquinària equipats amb aquests motors de vegades manquen de línia reduïda.
En vehicles com tractors i camions, el tacòmetre té sovint altres marques, normalment un arc verd que mostra el rang de velocitat en què el motor produeix el parell de forces màxim, que és d'interès primordial per als operadors d'aquests vehicles. Els tractors equipats amb un sistema de presa de força (PTO) disposen de tacòmetres que mostren la velocitat del motor necessària per a girar la presa de força a la velocitat estandarditzada que requereixen la majoria de les eines de presa de força. En molts països, els tractors han de tenir un velocímetre per utilitzar-lo en una carretera. Per estalviar un segon marcador, el tacòmetre del vehicle sovint es marca amb una segona escala en unitats de velocitat. Aquesta escala només és precisa en un determinat engranatge, però com que molts tractors només tenen un engranatge pràctic per al seu ús en carretera, això és suficient. Els tractors amb múltiples "engranatges de carretera" solen tenir tacòmetres amb més d'una escala de velocitat. Els tacòmetres dels avions tenen un arc verd que mostra el rang de velocitat de creuer dissenyat pel motor.
En els vehicles més antics, el tacòmetre és conduït per les ones de tensió RMS procedents del costat de baixa tensió (LT) de la bobina d'encesa, mentre que en altres (i gairebé tots els motors dièsel, que no tenen sistema d'encès), la velocitat del motor està determinada per la freqüència de la sortida del tacòmetre de l'alternador. Es tracta d'una connexió especial anomenada "aixeta AC", que és una connexió a una de la sortida de la bobina de l'estator, abans del rectificador. Existeixen taquímetres conduïts per un cable giratori des d'una unitat d'accionament instal·lada al motor (normalment a l'arbre de lleves), normalment en maquinària dièsel simple amb sistemes bàsics o no elèctrics. En els últims EMS que es troben en els vehicles moderns, el senyal del tacòmetre es genera generalment a partir d'una ECU que deriva la informació del sensor de velocitat del cigonyal o de l'arbre de lleves.

### Enginyeria del trànsit
Els tacòmetres s'utilitzen per estimar la velocitat i el volum (flux) del trànsit. Un vehicle està equipat amb el sensor i porta a terme "execucions per taquilles" que registren les dades del trànsit. Aquestes dades són un substitut o un complement per a les dades del detector de bucles. Per obtenir resultats estadísticament significatius cal un nombre elevat de tirades i el biaix és introduït per l'hora, el dia de la setmana i la temporada. No obstant això, a causa de la despesa, l'espaiat (una menor densitat de detectors de bucle disminueix la precisió de les dades) i la fiabilitat relativament baixa dels detectors de bucle (sovint un 30% o més estan fora de servei en un moment donat), les tasques segueixen sent una pràctica comuna.

## Medicina
En medicina, els tacòmetres s'utilitzen per mesurar el flux sanguini en un punt particular del sistema circulatori.